# Ulisse schernisce Polifemo
Ulisse schernisce Polifemo è un dipinto a olio su tela (132,5×124 cm) del pittore inglese William Turner, realizzato nel 1829 e conservato alla National Gallery di Londra.

## Descrizione
Il soggetto del dipinto, che secondo John Ruskin è il «quadro centrale della carriera di Turner», è esplicitamente desunto dall'Odissea di Omero. Ulisse, sulla via del ritorno di Itaca, viene fatto prigioniero del ciclope Polifemo. Grazie al suo ingegno, Ulisse riesce a superare in astuzia il ciclope, arrivando ad ubriacarlo e ad accecare con un palo arroventato il suo unico occhio. Con questo ingegnoso stratagemma Ulisse riesce a sottrarsi alla prigionia di Polifemo, che oltre a essere cieco non riesce neppure a rivelare agli altri ciclopi il nome di chi lo avesse accecato, siccome l'eroe non rivelò la propria identità, nominandosi invece «Nessuno».
Turner rappresenta il momento in cui Ulisse e i compagni, dopo essere fuggiti dal Ciclope, si allontanano su una barca e scherniscono il nemico sconfitto. Al centro della composizione veleggia la grandiosa barca di Ulisse, mentre Polifemo - divorato dalla collera - è colto mentre si contorce, diventando un tutt'uno mostruoso con la montagna. Pur rivolgendosi a un tema mitologico, questo dipinto è caratterizzato da un'assoluta predominanza del paesaggio, che Turner utilizza come strumento per indagare le forze cosmiche della natura e per sperimentare le infinite potenzialità del colore. Speciale menzione merita la tessitura luministica del dipinto: davanti agli occhi dell'osservatore, infatti, irrompe il Sole in un'esplosione di luce che si irradia nel cielo, «uno dei più belli che siano mai stati dipinti» (Walker).